# حرير الغزالة
حرير الغزالة؛ رواية للكاتبة العمانية جوخة الحارثي تنسج بين زمنين مختلفين، ففي بداية الرواية، تصل الشخصية الرئيسية وهي رضيعة في حضن أمها في قرية "شعرات باط" حيث تستقبل هناك خبر وفاة والدها، فتنتحب الأم وترمي بإبنتها التي لم تُسمى بعد، لتلتقطها "سعده، أم آسية" و تربيها مع ابنتها، حتى يصبحان أختين بالرضاعة، وقد أطلقوا عليها في القرية "غزالة"، إلا أن ذكرياتهما معا كأختين مترابطتين تنتهي بعد وفاة "سعده" فتأخذ "آسية" والدها الذي أثار فضيحة بإدمانه الكحول في القرية، و تهرب بعيدا معه. لتتوالى الاحداث لغزالة التي تجبرها الظروف على مواجهة الحياة وحيدةً مع أطفالها، و طليقها، وحبيبها الجديد.

## فصول الرواية
تحيك الكاتبة عدة مشاهد نفهم من خلالها غزالة، أو كما سُميت على الجواز "ليلى"، لتكشف عن عدة مغامرات عاطفية، بين زوجها السابق: عازف الكمان، و"المغني" الذي يقطن بالسويد، و"الفيل" زميلها بالعمل.

## اقتباسات
- هناك أناس يستطيعون الحياة بدون حب، ولكن غزالة بالتأكيد ليست منهم.
- حرير روحها يحترق كالنسيج، وأي دخان يصّاعد لا يكتب غير اسمه.
- إن الحياة بلا حب مجرد قبر واسع.
- كأنما الذكريات الملغاة وجدت في البحر الطريق إلى رأسها.
- أحست أنها هبطت أخيرا من شجرة الهواء التي تعلقت بأغصانها رضيعة، أن رائحة الولدين الغضة أغصان حقيقية خضراء تتشبث بها بكل قوة.
- إن العالم مليء بالكلمات التي لاتستحق عناء التلفظ بها، أو أن أوان التلفظ بها قد فات.
- أين هو الزمن؟ كيف يمضي كنهر وكيف يتجمد كأنما صعقة الشتاء؟ أين تسيح الساعات والأيام والأسابيع والأشهر؟
- كنت أفضل رسائلك التي تخبريني فيها عن الفرح، ألذ قطعة في كعك الحياة.[1]